# Joan de Tessalònica el Vell
Joan de Tessalònica (en llatí Joannes) fou arquebisbe de Tessalònica al segle vii.
Va ser un important defensor de la fe ortodoxa contra el Monotelisme del segle vii. Va assistir com a legat del papa al III Concili de Constantinoble (sisè concili ecumènic) el 680 i va subscriure l'acta del concili. La data de la seva mort és desconeguda.
Va escriure:
- 1. Εἰς τὸς μυροφόρους γυναῖκας, In Mulieres ferentes Unguenta, un tractat on demostra que no hi ha contradicció entre les diverses versions de la resurrecció de Crist donades pels quatre evangelistes. Alguns autors consideren que aquesta obra la va escriure Joan Crisòstom.
- 2. Αόγος, Oratio. Nicolau, bisbe de Cízic, durant el Segon Concili de Nicea (setè ecumènic) va llegir en públic una part considerable d'aquest text.[1]